# Bistum Winona-Rochester
Das Bistum Winona-Rochester (lat.: Dioecesis Winonensis-Roffensis, engl. Diocese of Winona-Rochester) ist eine in Minnesota in den Vereinigten Staaten gelegene römisch-katholische Diözese mit Sitz in Winona.

## Geschichte
Papst Leo XIII. gründete das Bistum Winona am 26. November 1889 aus Gebietsabtretungen des Erzbistums Saint Paul, dem es als Suffragandiözese unterstellt wurde. Am 23. Januar 2018 wurde es in Winona-Rochester umbenannt.

## Territorium
Das Bistum Winona umfasst die Countys Winona, Wabasha, Olmsted, Dodge, Steele, Waseca, Blue Earth, Watonwan, Cottonwood, Murray, Pipestone, Rock, Nobles, Jackson, Faribault, Martin, Freeborn, Mower, Fillmore und Houston des Bundesstaates Minnesota.

## Bischöfe von Winona
- Joseph Bernard Cotter (15. November 1889–28. Juni 1909)
- Patrick Richard Heffron (4. März 1910–23. November 1927)
- Francis Martin Kelly (10. Februar 1928–17. Oktober 1949)
- Edward Aloysius Fitzgerald (20. Oktober 1949–8. Januar 1969)
- Loras Joseph Watters (8. Januar 1969–14. Oktober 1986)
- John George Vlazny (19. Mai 1987–28. Oktober 1997, dann Erzbischof von Portland in Oregon)
- Bernard Joseph Harrington (4. November 1998–7. Mai 2009)
- John Michael Quinn (7. Mai 2009–2. Juni 2022)
- Robert Barron (seit 2. Juni 2022)